# دبليو إيرل براون
دبليو إيرل براون (بالإنجليزية: W. Earl Brown) مواليد 7 سبتمبر 1963 في كنتاكي، الولايات المتحدة، هو ممثل ومنتج أمريكي بدأ مسيرته الفنية عام 1991.

## الأعمال
- ديب إمباكت
- هناك شيء ما عن ماري
- أن تكون جون مالكوفيتش
- سماء الفانيلا
- معركة ألامو
- المعلم
- الحارس الوحيد
- بري
- القداس الأسود
- ساينفيلد

## وصلات خارجية
- دبليو إيرل براون على موقع IMDb (الإنجليزية)
- دبليو إيرل براون على موقع ألو سيني (الفرنسية)
- دبليو إيرل براون على موقع ميوزك برينز (الإنجليزية)
- دبليو إيرل براون على موقع أول موفي (الإنجليزية)
- دبليو إيرل براون على موقع إن إن دي بي (الإنجليزية)
- دبليو إيرل براون على موقع ديسكوغز (الإنجليزية)
- دبليو إيرل براون على موقع قاعدة بيانات الفيلم (الإنجليزية)
- دبليو إيرل براون على موقع كينوبويسك (الروسية)